# Осередок займання
Осередок займання (рос. очаг самовозгорания, англ. self-ignition (spontaneous combustion) place; нім. Selbstentzündungsbrandherd m, Selbstentflammungsbrandherd m) – скупчення горючого матеріалу (вугілля та ін.), в якому процес самонагрівання перейшов у займання внаслідок сприятливого співвідношення між генерацією тепла (в результаті окиснення матеріалу) і віддачею його у довкілля. Під час ведення підземних гірничих робіт осередки здебільшого виникають по шляху витікань повітря через розпушені породи, котрі здатні до легкого окиснення (вугілля, вуглисті сланці, сульфіди). Численні О.с. виникають у масиві териконів. 
Син. – центр самозаймання.